# Maxwell Maltz
Maxwell Maltz (né le 10 mars 1889 à New York et mort le 7 avril 1975) est un chirurgien esthétique et auteur américain, créateur de la méthode Psycho-Cybernetics, un système d'idées qui, selon lui, permet d'améliorer l'image personnelle, et ainsi de vivre une vie plus remplie et satisfaisante.

## Biographie
Il a écrit plusieurs ouvrages, au nombre desquels Psycho-Cybernetics en 1960, qui a longtemps été un best-seller et a influencé le travail de nombreux successeurs dans le domaine du développement personnel,,. Ce livre est à l'origine de l'idée qu'il faut 21 jours pour mettre en place une nouvelle habitude.
Maltz a également écrit quelques fictions, dont une pièce de théâtre intitulée Unseen Scar (1946) et un roman, The Time is Now (1975) Son autobiographie, Doctor Pygmalion: The Autobiography of a Plastic Surgeon (1953) a également été à la fois un succès de librairie et un livre influent, évoqué dans nombre d'ouvrages postérieurs concernant le corps et l'identité. L'ouvrage a été réédité sous le titre Doctor Psycho-Cybernetics après la parution de son manuel d'entraînement personnel.
Bien qu'étant sorti en 1960, Psycho-Cybernetics fait toujours partie de la sélection des cinquante meilleurs manuels d'entrainement personnel du livre 50 Self-Help Classics paru en 2008.
Ce livre a été traduit en français sous le même titre.
« Le bonheur est tout simplement un état d'esprit dans lequel nos pensées sont agréables de façon quasi permanente.» – Maxwell Maltz.